# Ормуз Рассам
Ормуз Рассам (англ. Hormuzd Rassam, 1826, Мосул, Ірак, Османська імперія — 16 вересня 1910) — османський іракський ассиролог і мандрівник, який працював на британців. Вважається першим ассирологом Іраку, який використовував європейські методи у своїй роботі.

## Життєпис
Народився в Мосулі в родині сирійських християн. Був помічником сера О. Г. Лаярда в його першій експедиції (1845—1847), що стало для нього першою науковою працею.
Згодом приїхав до Сполученого Королівства, навчався в Оксфорді та був направлений адміністрацією Британського музею супроводжувати Лаярда в його другій експедиції (1849—1851). Лаярд потім зайнявся політикою, Рассам же продовжив роботу (1852—1854) в Ассирії під керівництвом Британського музею і сера Генрі Роулінсона в Німроді та Кюнджіку.
У 1866 британський уряд відправив його в експедицію в Ефіопію, де, однак, він виявився поміщений у в'язницю на два роки, поки не був звільнений зусиллями сера Роберта Нейпіра.
У 1876—1882 знову займався ассиріологією в Іраку, проводив важливі дослідження, особливо на руїнах Ніневії, а під час російсько-турецької війни відправлений з місією оцінки умов життя християнських спільнот Малої Азії та Вірменії.
Його археологічна робота привела до багатьох важливих відкриттів і знахідок безлічі зразків ассирійського клинопису.